# ガメラ対大悪獣ギロン
『ガメラ対大悪獣ギロン』（ガメラたいだいあくじゅうギロン）は、大映東京撮影所が製作し、1969年（昭和44年）3月21日に公開された日本の特撮映画作品。昭和ガメラシリーズ第5作。
カラー、大映スコープ、82分。同時上映は『東海道お化け道中』。

## あらすじ
世界各地の天文台で、宇宙からの規則性のある電波が観測されていたが、天文学者の志賀博士は記者会見で他天体からのものかどうかという記者たちの質問を否定する。
ある夜、明夫とトムは天体望遠鏡で星を見ていると、円盤のようなものを目撃する。翌日、裏山に円盤を探しにいった明夫とトムは円盤を見つけるが、乗り込んだと同時に円盤が飛び立ち、宇宙へと連れ去られてしまう。それをガメラが追ってくるが、円盤は徐々に速度を増し、成層圏を超えて、ついにガメラを振り切ってしまう。
円盤が到着したのは、地球よりも文明が発達した惑星であった。明夫とトムは人を探すが、目の前に宇宙ギャオスが現れる。ギロンによってギャオスは倒されるが、ギロンは明夫たちにも迫る。何とか建物の中に逃げ込んだ明夫たちの前に、バーベラとフローベラと名乗る宇宙人が現れる。彼女たちは明夫たちを地球に行く間の保存食にしようと企む。そこへ子供の味方であるガメラが現れた。

## 概要
監督の湯浅憲明による「子供を主役にした冒険映画」志向がさらに進んだ、ガメラが初めて宇宙の他天体を舞台に活躍する作品。前作『ガメラ対宇宙怪獣バイラス』（1968年）より、新作ガメラ映画のアメリカでの公開は、土曜日の子供向けテレビ番組放送枠内での放映を前提とした契約となった。本作品はそのアメリカテレフィーチャー用ガメラ映画第2弾である。「宇宙映画ブーム」となっていた当時のアメリカ興行側の要望に沿い、AIP映画が1950年代に量産した「怪獣惑星もの」、「キャンプ映画」の趣向が採り入れられた作劇となっている。脚本題名は『ガメラ対大悪獣X』。
前年の『メキシコシティオリンピック』にちなんで（予告編では「宇宙の果ての怪獣オリンピック!」とあおり文句が入る）、ガメラも鉄棒競技よろしく「月面飛び」などのウルトラC技を披露する（予告編では「あっと驚くウルトラG!」と表記）。ホリゾント前でのこのミニチュア撮影は、尺を伸ばすための工夫だった。ガメラがギロンの手裏剣を、岩で受け止めてかわすシーンは、同社の人気シリーズ『座頭市』そっくりである。
湯浅は前年の『ガメラ対宇宙怪獣バイラス』で、本社の経営不振から予算を3分の1に縮減され、スタッフ一同「これが最後のガメラ映画だ」と、工夫と苦労を重ねてこれを完成させた。「まさか次回作があるとは誰も考えていなかった」という。しかし『対バイラス』は大ヒット。はたして湯浅の「またこの予算で、次回作を作らされるのではないか」との心配は的中し、翌年、この『ガメラ対大悪獣ギロン』が制作されることとなった。湯浅は「映画がヒットして困ったなと思ったのは、これが初めてだった」と語っている。また本社からは年2作のシリーズ制作を持ちかけられたが、さすがに準備進行に無理があり、湯浅はこれを断っている。また、当初はサイドキャラクターとしては宇宙ギャオスではなくて「モンガ」と呼ばれる怪獣が考案されていたが、予算の都合で変更されている。
冒頭に使われる天体写真は、アメリカでのセールスの際の権利関係を考慮して、ソ連で撮られた写真を購入して使用している。日本では角川映画が版権を継承したが、米国では大映の倒産に伴う正当な版権継承者と認められなかったことからパブリックドメインとされた（他のいくつかの大映作品も同様）。英語版を参照。

## 登場キャラクター

### ガメラ
スーツは本作品用にエキスプロによって新造されたもので、『大怪獣ガメラ』、『対バルゴン』に引き続く3代目に当たる。甲羅や頭が先代までより平たく、それまであった「肩」がタイル状の甲羅で覆われて無くなったのが一番の特徴である。
映画のクライマックスでは大車輪を披露し、ラストでは宇宙円盤を口からの火炎で溶接して修理するという芸当を見せる。

### 大悪獣ギロン
惑星テラの環境が電子頭脳の狂いによって変化したために発生した怪獣の1匹で、出刃包丁に似た巨大な頭部を持つ四足歩行生物。発生した怪獣たちの中で唯一コントロールできたため、フローベラとバーベラが防衛用に使役しており、「番犬怪獣」と称される場合もある。あくまでコントロールされているだけであり、コントロールが効かない状況ではフローベラとバーベラにも襲い掛かり、バーベラに致命傷を負わせた。刃物状の部分は絶大な硬度（ダイヤモンドの100倍）と鋭い切れ味を誇り、ガメラの甲羅に斬りつけ出血させ、宇宙ギャオスの超音波メスを跳ね返す。有事の際には、人工の川の水が逆流して干上がり、川床に有るハッチが開いて解き放たれ外敵を迎撃するが、後ろ脚には遊泳を補助するヒレを持つ。目はカメレオンのように360度の視界を持ち（360度レーダー眼）、歯はピラニヤの60倍の強さを誇る。
頭部両脇に穴が開いて、自分の意思でコントロール可能な十字手裏剣を射出する。この十字手裏剣の武器は湯浅のアイディアで生まれたもの。ただしこの発射口はその部分だけ皮膚が弱く、弱点でもある。跳躍力にも秀でており、背面跳びで後方のガメラを返り討ちにしている。資料によっては、体内のジェット液袋で液体酸素を生成して後ろ脚から噴射することで跳躍距離が1300メートルに達するとされる。前足の手のひらには強力なマグネチック吸盤があり、物を吸い寄せることが出来る。その他の臓器として宇宙肺（スペースラング）、酸素袋、エネルギー袋（エネルギー貯蔵袋）、ウラン貯蔵袋、唾液袋などを持ち、宇宙空間に存在する多様なエネルギーを吸収・貯蔵したり、宇宙空間や水中でも動き回ることが可能とされる。
初戦では宇宙ギャオスを倒し、頭部の刃物で四肢を解体した後、捕食しようとするがその肉が臭かったらしく、手を出さずに死体を放置している。その後フローベラとバーベラに殺されそうになった子供たちを助けに来たガメラと戦闘。手裏剣攻撃でガメラの頭部を傷つけ昏倒させる。しかし、復活したガメラと再戦するも、ひっくり返されて頭が地面に刺さって動けなくなったところに事前に放たれていたミサイルをガメラが拾い上げて投げ付け、手裏剣の発射口に突き刺さったところを火炎放射で爆発させられ滅ぶ。
四つ足怪獣としては珍しく尻尾を持たず、公開当時の雑誌掲載イラストなどには誤って尻尾が描かれたものがあった。劇中では刃物状の頭部を強調する演出が多用され、下半身は意図的に画面に映さないよう工夫されている。また、デザイン画では二足直立の怪獣として描かれており、映画の製作発表会での写真でも二足直立して、宇宙ギャオスを踏んでポーズをとっている。2019年から複数ヶ所で開催された、撮影造形物などの展示会「特撮のDNA」では、公開された企画段階の絵コンテに、ギロンが直立したり、背びれを発射している場面があった。また、当時のスチルにはギロンが手裏剣の代わりにビームを攻撃として発射しているものも存在した。

#### ギロンの美術・造形
ギロンのデザインは、前作まで怪獣デザインも担当していた美術の井上章が本作品の制作に入る前に大阪万博の仕事で腰を痛めてしまったため、矢野友久が代わって担当したものを井上がまとめる形となっている。矢野は演技者が横向きに入る、湯浅によると「ヒラメのような怪獣」を考えていたが、演技の際の支障があって実現しなかった。井上はそれまで敵怪獣のデザインは「生物的にと念頭に置いてきた」とコメントしており、これと相反したような「生物」からかけ離れたギロンのデザインについては、「とにかく凄い怪獣にしようとスタッフで話し合い、全身を武器にとの発想が出てきて、刃物の頭に身体を着けたらギロンが出来た。もう生物じゃありませんよ、発想が武器から入っているから。だから目に見える武器を持っているのもギロンだけなんです」と語っている。井上はシリーズを振り返って、「一番好きな作品」として本作を挙げている。
ぬいぐるみは、シリーズで特殊造形を担当してきたエキスプロが韓国映画『大怪獣ヨンガリ』の怪獣造形にかかりきりだったため、開米プロによって造型された。小型の精巧な操演用ミニチュアも造られた。
名前は前作のバイラスに引き続き、講談社の『少年マガジン』、『週刊ぼくらマガジン』誌で公募された。ギロンが宇宙ギャオスを切り刻むシーンで、湯浅は切り刻んだその肉をかいだギロンが上げる「くせえ、くせえ」という鳴き声を、エフェクトをかけた音声で吐かせている。強敵であったはずのギャオスがあっさりとギロンに負けたこのシーンは、湯浅に「観客の子供たちの不評を買った」と述懐されており、残虐描写に関しては「いまだに気が引ける」とも語られている。その後、鳴き声は1973年に大映スタジオで撮影されたテレビ特撮ドラマ『ファイヤーマン』（円谷プロ、日本テレビ）に登場した怪獣「スコラドン」に流用されている。
『ガメラ対大魔獣ジャイガー』や『宇宙怪獣ガメラ』には、ライブフィルムで登場。
当初、平成ガメラシリーズ2作目の敵怪獣候補として名前が上がっていたが、不採用になった。しかし、宇宙怪獣、角が主な武器、無機物によって構成された体、などの特徴の多くは、マザーレギオンへ継承された。他方、『ガメラ2』を監督した金子修介によれば、ガメラ2の対戦怪獣としてギロンの名前が挙がったのは事実ではあるものの、特技監督の樋口真嗣を交えてアイデアを出し合い、脚本を担当した伊藤和典が設定考証をした結果生まれたのがレギオンであり、ギロンがレギオンのモデルというわけではないと証言している。また伊藤も、宇宙怪獣の着想はギロンの影響があった可能性は述べているものの、ギロンがレギオンのモデルであると明言してはいない。一方で、ギロンやウルトラマンやムカデンダーが比較用にコンセプトアートに描かれており、また、ジグラやムカデンダーやビオランテのイメージが投影されていると判明している。
2013年公開の映画『パシフィック・リム』に登場する怪獣の1体・ナイフヘッドへの影響の指摘は、ギレルモ・デル・トロ監督によって否定されたが、デル・トロは『大怪獣ガメラ』を最も好きな怪獣映画の一つに挙げている。また、『パシフィック・リム: アップライジング』では討伐された怪獣の対象にガメラ、ギャオス、ギロン、ジャイガー、ジグラ、ヤンガリーなどがイースターエッグとして含まれている。

### 宇宙ギャオス
氷河期に入りつつある第十番惑星テラで繁殖し、勢力を伸ばしている。1匹はギロンに始末されるが、そのあとも画面に多数登場している。
ぬいぐるみは、『大怪獣空中戦 ガメラ対ギャオス』（1967年）で2体作られた操演用ミニチュアの羽根を拡げたタイプと畳んだタイプのうち、前者を流用している。湯浅によると、「倉庫にギャオスのぬいぐるみが残っていたので、銀色に塗り直して使った」そうである。小型の操演用ミニチュアも塗り直されて使用されている。

## 第十番惑星
太陽を介して地球と正反対の位置を公転軌道している「反地球」であり、バーベラやフローベラには「テラ」と呼ばれている。コンピューターによる気候調節で地球よりも高度な文明を築いたが、コンピューターの不調で宇宙ギャオスなどの怪獣が出現したうえ、気候変動による食糧不足に見舞われたため、バーベラとフローベラを残して全滅してしまっている。
散在するドーム状の大型の建造物らを、電送ユニットで中継ポイントを介しながらつないでいるため、一瞬でこれらを経由しながら移動できる。バーベラやフローベラのいたコントロールセンターでは、人工の川の水を逆流させたり、そこからギロンを出動させることもできる。大気の成分は地球と似たようなものらしく、規模は分からないが海もあり、ガメラとギロンはこの海中でも激戦を行っている。
湯浅によると、コントロールセンターのセットは低予算を受け、ビニールチューブや安い素材のものを探してきて作ったもので、本編だけでなくこういったセットにも低予算ならではの趣向や工夫を凝らしたという。

### バーベラ、フローベラ
テラの住民である宇宙人女性。翻訳機を使って日本語で明夫らと会話し、それぞれの名は「鳥のように可愛い」、「花のように美しい」という意味であると説明する。テラが電子頭脳の狂いによって氷河期に陥り始めたため、他の星へ移住しようと電波を飛ばしたうえに唯一残った円盤を飛ばし、明夫とトムをテラへ運ぶ。
明夫とトムの到着時には優しく振る舞っていたが、実際は彼らの脳を食べることで地球の知識を得て、円盤で地球に移住しようと目論んでいた。しかし、ガメラの介入と計画の露見のため、失敗に終わる。その後、バーベラはギロンが円盤を両断した際に負傷して動けなくなり、フローベラに「私たちの星では役に立たなくなった時は死ぬことになっている」という理由で射殺され、地上に戻った彼女も明夫たちが発射したミサイルがギロンの刃によって真っ二つになり、そのミサイルの一方がフローベラのいた建物に命中したため、爆発に巻き込まれて死亡する。なお、両者とも死ぬと身体が消滅する。
バーベラたちのコスチュームは、後年のテレビ作品『サンダーマスク』に流用されている。

### 宇宙円盤
惑星テラから地球人捕獲のために送り込まれた宇宙円盤。ガメラが口に咥えられるほどの大きさで、上部に回転ギミックがついている。無人操縦され、地球とテラを数時間で往復する能力を持っている。
ガメラとギロンの戦いで両断されるが、戦いを終えたガメラはこれを火炎放射で溶接して補修し、明夫とトムを地球に送り届ける。

## キャスト
当初は主演の明夫役に金子吉延が予定されていたが、多忙で中学校を留年しかけていたため、学業を優先して見送られた（金子は「泣く泣く断った」と語っている）。また、『大怪獣空中戦 ガメラ対ギャオス』で純真な娘役だった笠原玲子が、本作品では一転して目張りの濃いメイクを施し、残酷な悪役宇宙人であるフローベラ役を演じている。
コメディリリーフである近藤巡査役の大村崑は、役名から劇中でも「コンちゃん」と呼ばれている。湯浅によると、大村は子供好きで、ガメラを観に来た子供たちの印象に残る演技をしようと一生懸命だったという。エルガ役のイーデス・ハンソンは、アメリカ輸出用に湯浅が「英語でしゃべってください」と指示を出すと、「間違った英語はしゃべれないから」と、監督を待たせて台詞を熟考していたという。
湯浅は、大村もハンソンも「怪獣映画に出る場合は、よっぽど頑張らないとただの怪獣の説明役、引き立て役に終わってしまうということがよくわかっていたのだろう」と語っている。湯浅はガメラ映画を撮るときは必ず特撮部分から撮入したといい、「特撮部分でどうしても説明しきれない部分を人間ドラマで補う」というつもりで作っていたと語っている。
志賀博士役の船越英二は自分の俳優業を息子の英一郎には隠していたが、彼が小学校に入る前には本作品で明かそうと映画館へ連れて行った。そのため、英一郎は静かな館内で画面内の英二の姿に思わず「お父さん！」と叫び、周囲から注目を浴びてしまったという。
- 明夫：加島信博
- トム：クリストファ・マーフィー
- 友子（明夫の妹）：秋山みゆき
- 志賀博士（天文台所長）：船越英二
- 近藤巡査：大村崑
- 邦子（明夫の母）：浜田ゆう子
- エルガ（トムの母）：イーデス・ハンソン
- フローベラ（第十惑星人）：笠原玲子
- バーベラ（第十惑星人）：甲斐弘子
- 新聞記者：夏木章、遠藤哲平、中田勉
- 天文台の助手：南堂正樹
- 巡査：喜多大八
- ガメラ：泉梅之助

## スタッフ
この作品から若手の仲野和正がメインプロデューサーとなり、「第十番惑星」のアイディアなどが盛り込まれ、宇宙的指向が強い作品となった。宇宙を舞台にした話作りに関しては、高橋二三は「物語として間口を広げようと思った」とコメントしている。
- 監督：湯浅憲明
- 製作：永田秀雅
- 企画：仲野和正
- 脚本：高橋二三
- 音楽：菊池俊輔
- 助監督：小林正夫
- 撮影：喜多崎晃
- 美術：井上章
- 録音：飛田喜美雄
- 照明：上原正一
- 編集：宮崎善行
- スチール：沓掛恒一
- 製作主任：川村清

特殊技術
- 特撮：藤井和文
- 美術：矢野友久
- 合成：金子友三
- 照明：石森七郎
- 操演：金子芳夫
- 音響効果：小島明
- ガメラ造形：エキスプロダクション
- ギロン造形：開米プロダクション

## 主題歌
「ガメラマーチ」
作詞：永田秀雄 / 作編曲：広瀬健次郎 / 歌：大映児童合唱団
大映レコードより発売された。

## 漫画
- 別冊まんが王 1969年春季号 作画：中沢啓治

## 映像ソフト化
レーザーディスク
1986年発売。
ビデオ
1991年発売。
DVD
2001年11月28日発売の「ガメラTHE BOX（1969-1980）」に収録されており、単品版も同時発売。トールケース版は2007年10月26日発売。2006年8月31日発売の「ガメラ 生誕40周年記念Z計画 DVD-BOX」に収録されている。
Blu-ray Disc
2009年7月24日発売の「昭和ガメラ ブルーレイBOX II」に収録されており、単品版も同時発売。